# أحمد بلفقيه
أحمد محمد يسلم بلفقيه (مواليد 2 مايو 1998، لاعب كرة قدم إماراتي يجيد اللعب كلاعب وسط . لعب سابقاً في نادي بني ياس وانتقل إلى نادي الظفرة في صيف 2020 .

## المسيرة الأحترافية والأحصائيات

### المسيرة
لعب لنادي بني ياس في موسم 2019-2020 شارك في 3 مباريات دون تسجيل أي اهداف.ثم لعب لنادي الظفرة في شهر تموز 2020 وشارك في 13 مبارة خلال موسم 2020-2021 دون تسجيل أي أهداف.

### الأحصائيات
- إجمالي المباريات: 16 مباراة رسمية في الدوري الإماراتي
- الأهداف: 0
- التمريرات الحاسمة: 0

- البطاقات: لم تُسجل أي بطاقات صفراء أو حمراء في سجله.[3]